# Friedrich Ludwig Kreysig

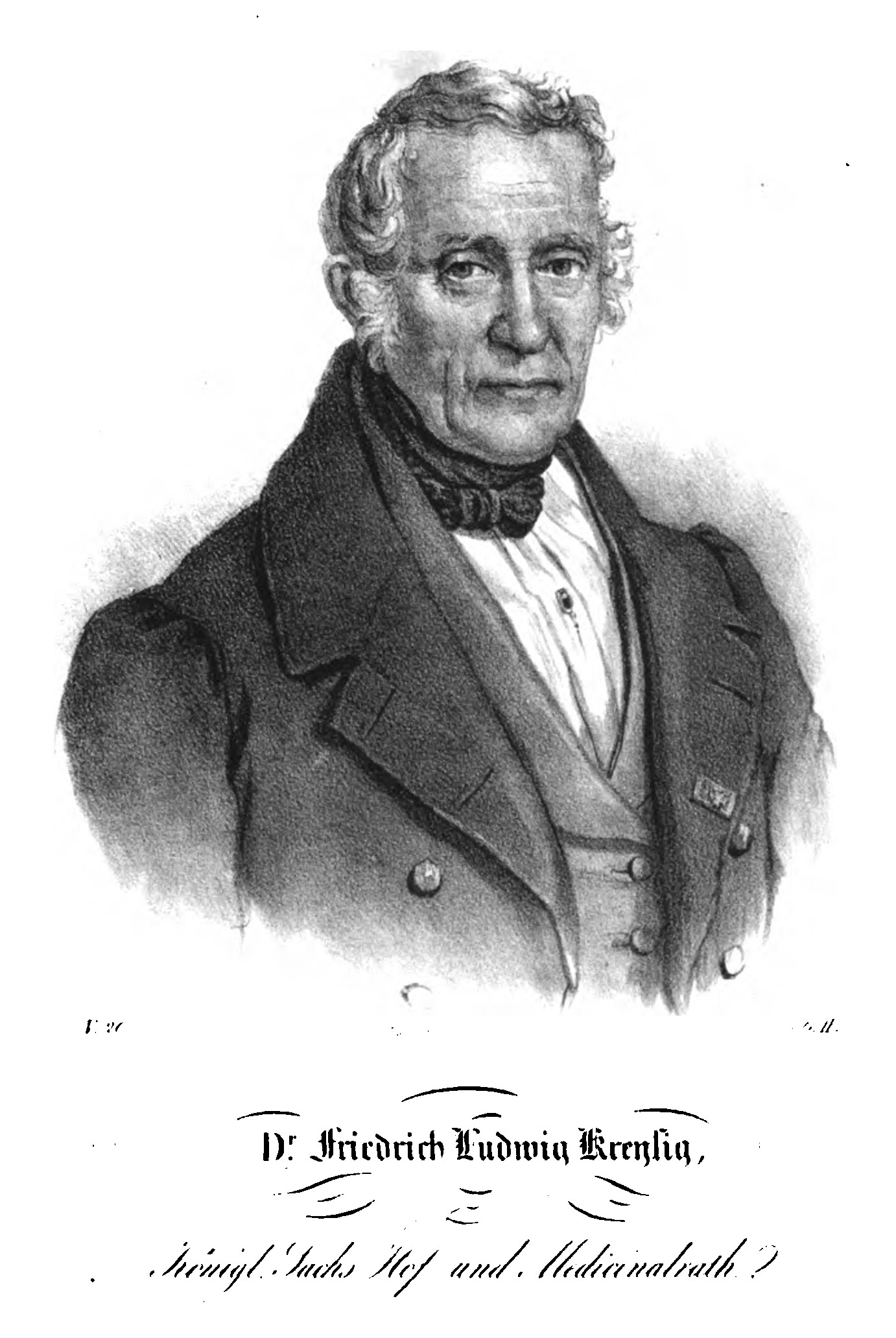
Friedrich Ludwig Kreysig, Lithographie 1841

Friedrich Ludwig Kreysig (* 7. Juli 1770 in Eilenburg; † 4. Juni 1839 in Dresden) war ein deutscher Mediziner, Botaniker und Musikwissenschaftler.

## Leben
Der Sohn eines Arztes wurde bereits am 5. Januar 1787 an der Universität Leipzig immatrikuliert. Er besuchte die königliche Landesschule in Grimma, begann am 19. September 1787 seine medizinischen Studien an der Leipziger Hochschule, wurde am 13. Februar 1790 Baccalaureus der Medizin und unternahm 1792 eine Studienreise nach Pavia. Nachdem er nach Leipzig zurückgekehrt war, erwarb er am 29. Mai 1793 das Lizenziat der Medizin. Am 19. Februar 1795 bekam er den höchsten philosophischen Grad der Philosophie und promovierte im April 1795 zum Doktor der Medizin.
Nachdem er sich als Privatdozent an der Leipziger Hochschule habilitiert hatte, wechselte er am 5. Januar 1796 als Substitut des Johann Gottfried Leonhardi an die Universität Wittenberg. 1801 wurde er Professor für Anatomie und Botanik und regte die erste klinische Ambulanz in Wittenberg an. 1803 wurde er Leibarzt des sächsischen Königs Friedrich Friedrich August in Dresden. Diesen begleitete er auf allen Reisen, selbst 1813 in die Gefangenschaft in Friedrichsfelde. Nachdem er 1815 nach Dresden zurückgekehrt war, widmete er sich vor allem der Ausbildung sächsischer Militärärzte. Im Jahr 1814 wurde er zum Mitglied der Leopoldina gewählt.
Dazu hatte man unter anderem die chirurgisch-medizinische Akademie gegründet, an der er selbst 1816 Professor der speziellen pathologischen Klinik war. Er trat als Hof- und Medizinischer Rat der Landesregierung bei. 1822 nahm er aus gesundheitlichen Gründen Abschied vom akademischen Leben, um sich privat seiner Praxis und der Botanik zu widmen. 1837 wurde er zum auswärtigen Mitglied der Göttinger Akademie der Wissenschaften gewählt. 1838 bereiste er Hamburg, England und Irland. Zurückgekehrt wurde er von einer Gesichtsrose befallen, die sich metastatisch auf das Hirn ausbreitete und an der er verstarb. Kreysig ist vor allem bekannt geworden durch sein Werk über die Krankheiten des Herzens, welches für die Kenntnisse des damaligen Zustands dieser Lehre nicht unwichtig war. So hat er, wie zuvor Caleb Hillier Parry auf Friedrich Hoffmanns Überlegungen hingewiesen, der „die Ohnmacht als eine Wirkung des gehinderten Einströmens des Blutes in die Substanz des Herzens durch die Kranzgefäße ansah“, Zudem hat er sich mit der Botanik sowie der Musik befasst und eine Suite für Klavier komponiert.

## Schriften (Auswahl)
- Vincenzo Chiarugis Abhandlung über den Wahnsinn überhaupt und insbesondere. Georg David Meyer, Leipzig 1795, I. Teil Über den Wahnsinn überhaupt (Digitalisat), II. Teil Über den Wahnsinn insbesondere (Digitalisat), III. Teil Nosologie des Wahnsinns (Digitalisat)
- Aristotelis de soni ed vocis humanae natura atque ortu theoria cum recentiorum decretis comparata. Leipzig 1793.
- De peripneumonia nervosa s. maligna commentatio. Leipzig 1796.
- Neue Darstellung der physiologischen und pathologischen Grundlehren für angehende Ärzte und Praktiker. Schäfer, Leipzig 1798–1800, Teil I 1798 (Digitalisat) Teil II 1800 (Digitalisat)
- Abhandlung über das Scharlachfieber, nebst Beschreibung einer sehr bösartigen epidemischen Frieselkrankheit, welche im Februar 1801 in Wittenberg herrschte. Leipzig 1802
- Geschichte einer Brustbräune (angina pectoris oder Syncope Anginosa Parry) nebst Leichenöffnung. In: Ernst Horn (Hrsg.): Archiv für medizinische Erfahrung. Berlin 1803.
- Die Krankheiten des Herzens, systematisch bearbeitet und durch eigne Beobachtungen erläutert. 3 Bände. Maurer, Berlin 1814–1817

Teil I 1814 (Digitalisat), Teil II, 1. Abteilung 1815 (Digitalisat), Teil II, 2. Abteilung 1816 (Digitalisat), Teil III 1817 (Digitalisat)
- System der praktischen Heilkunde auf Erfahrung und daraus hergeleitete Gesetze der tierischen Natur gegründet. Brockhaus, Leipzig und Altenburg, 1818–1819, I. Band, 1. Teil 1818 Heilgrundsätze (Digitalisat), I. Band, 2. Teil 1819 Heilgrundsätze (Digitalisat)
- Über den Gebrauch der natürlichen und künstlichen Mineralwässer von Karlsbad, Ems, Marienbad, Eger, Pyrmont und Spaa. Brockhaus, Leipzig 1825 (Digitalisat)